# Nina Hoss

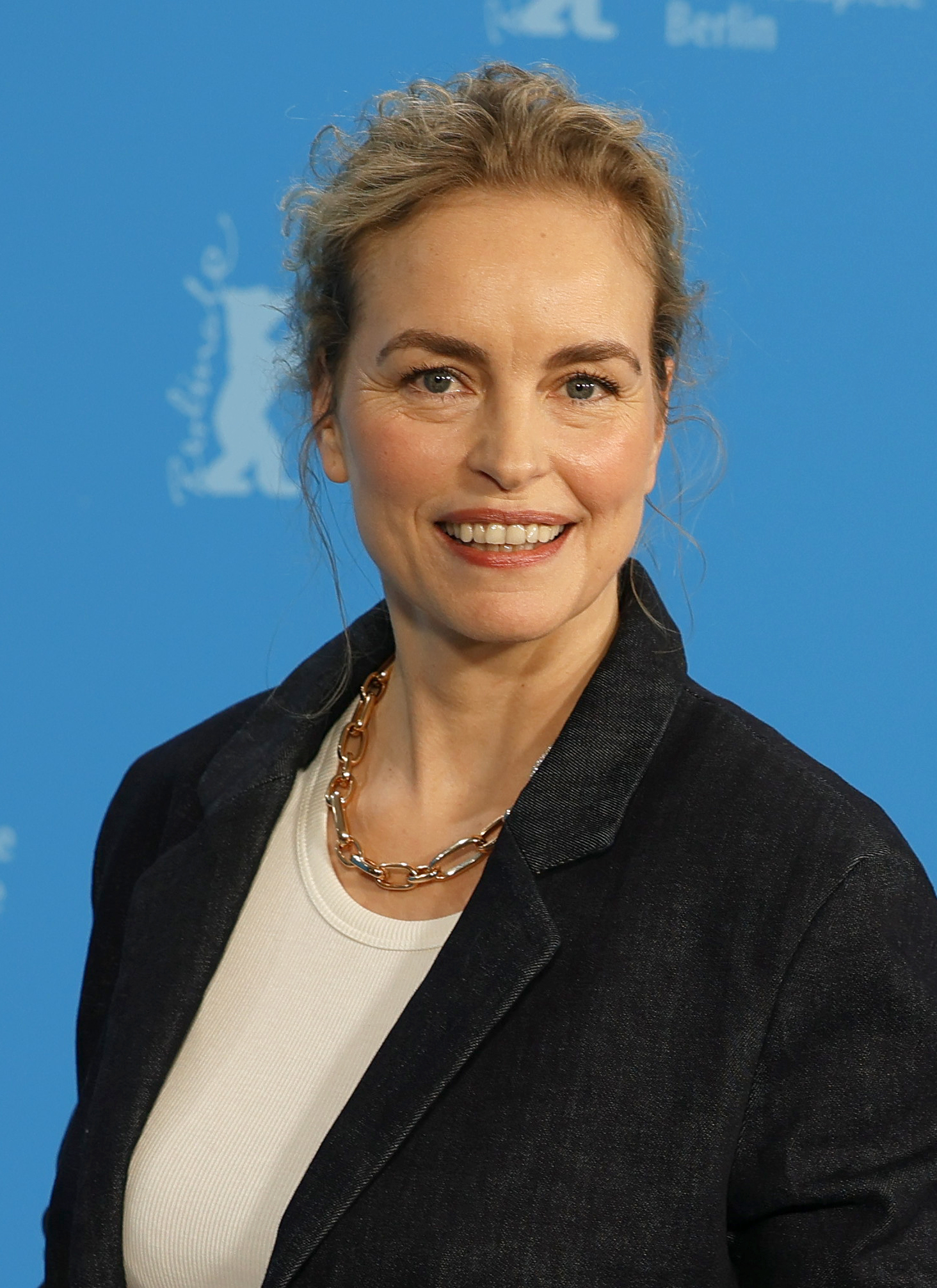
Hoss bei der Berlinale 2024

Nina Hoss (* 7. Juli 1975 in Stuttgart) ist eine deutsche Schauspielerin.

## Leben
Nina Hoss‘ Vater Willi Hoss war Gewerkschafter und Politiker (Mitglied des Deutschen Bundestages, Die Grünen), die Mutter Heidemarie Rohweder Schauspielerin am Stuttgarter Staatstheater und später Intendantin der Württembergischen Landesbühne Esslingen. Nina Hoss besuchte die Merz-Schule in Stuttgart. Mit sieben Jahren sprach sie Hörspielrollen, mit 14 stand sie das erste Mal auf der Theaterbühne.
1995 nahm sie ihr Schauspielstudium an der Hochschule für Schauspielkunst „Ernst Busch“ Berlin auf, die sie im selben Jahrgang wie Lars Eidinger, Fritzi Haberlandt, Devid Striesow und Mark Waschke absolvierte. Durch ihr Filmdebüt noch im selben Jahr in Joseph Vilsmaiers Drama Und keiner weint mir nach wurde Bernd Eichinger auf sie aufmerksam. Er engagierte die damalige Schauspielschülerin 1996 für die Hauptrolle der Rosemarie Nitribitt in seinem TV-Remake des 1950er-Jahre-Erfolgs Das Mädchen Rosemarie. Für den Part der Frankfurter Edelprostituierten gewann sie ein Jahr später bei der Verleihung der Goldenen Kamera den Preis als Beste Nachwuchsdarstellerin. Thomas Langhoff engagierte sie 1998 von der Schauspielschule ans Deutsche Theater Berlin. Sie war dort unter anderem als Gräfin Orsina in Lessings Emilia Galotti und in Schillers Don Karlos zu sehen. Für ihre Interpretation der Titelrolle in Euripides’ Medea zeichnete die Deutsche Akademie der Darstellenden Künste sie 2006 mit dem Gertrud-Eysoldt-Ring aus. Daneben spielte sie am Berliner Ensemble und war 2005 die Buhlschaft im Stück Jedermann bei den Salzburger Festspielen.
Für die Hauptrollen in den Fernsehfilmen Toter Mann (2002) und Wolfsburg (2003), die ihre langjährige Zusammenarbeit mit dem Regisseur Christian Petzold begründeten, wurde sie jeweils mit dem Adolf-Grimme-Preis ausgezeichnet. Mit Doris Dörries Komödie Nackt und Hermine Huntgeburths Afrika-Epos Die weiße Massai war sie auch im kommerziellen Kino erfolgreich. Die Titelrolle in der Buchverfilmung Die weiße Massai, dem mit über zwei Millionen Zuschauern meistbesuchten deutschen Film 2005, brachte ihr den Bayerischen Filmpreis als beste Darstellerin ein.
2006 spielte sie in Christian Petzolds Drama Yella die Titelfigur einer jungen Frau aus einer ostdeutschen Kleinstadt, die nach einer gescheiterten Ehe ihr Glück im Westen sucht. Dafür wurde Hoss 2007 auf den Filmfestspielen von Berlin mit dem Silbernen Bären als Beste Darstellerin geehrt – sie wurde dabei der späteren Oscar-Preisträgerin Marion Cotillard (La vie en rose) vorgezogen. Monate später erhielt sie für Yella auch den Deutschen Filmpreis 2008.

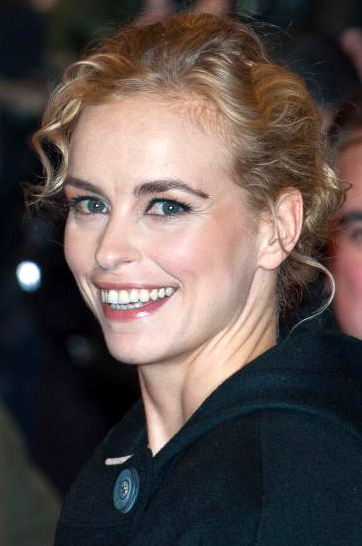
Nina Hoss bei der Eröffnung der Berlinale 2012

2008 folgte die vierte Zusammenarbeit mit Christian Petzold bei dem Spielfilm Jerichow. Das Drama handelt von einem aus Afghanistan heimgekehrten Soldaten, der sich auf eine Affäre mit einer verheirateten Frau einlässt. Der Film, in dem in weiteren Rollen Benno Fürmann und Hilmi Sözer zu sehen sind, erhielt 2008 eine Einladung in den Wettbewerb der 65. Filmfestspiele von Venedig. Im selben Jahr spielte sie unter der Regie von Max Färberböck die Rolle der Anonyma im gleichnamigen Film, deren Schicksal stellvertretend für die zahlreichen in den letzten Tagen des Zweiten Weltkriegs vergewaltigten Frauen erzählt wird. In einem Interview mit Galore Ende 2008 äußerte Hoss, trotz ihrer vielen Engagements und Erfolge bestünden die Film-Produzenten und Regisseure nach wie vor auf ihrem Casting vor einer Filmbesetzung.
2011 wurde sie in die Wettbewerbsjury der 61. Internationalen Filmfestspiele von Berlin berufen. Erneut unter der Regie von Christian Petzold übernahm sie die Titelrolle im in der DDR angesiedelten Spielfilm Barbara, der ein Jahr später auf der Berlinale preisgekrönt wurde. Für ihre Darstellung der Kinderärztin, die unter ständiger Stasi-Bedrohung ihre Flucht in den Westen plant, erhielt Hoss eine Nominierung für den Europäischen Filmpreis 2012. Mit ihrer nächsten Filmarbeit, Thomas Arslans Western Gold, war sie 2013 erneut im Wettbewerb der Berlinale vertreten.
Nach 15-jährigem Engagement am Deutschen Theater wechselte Hoss zur Spielzeit 2013/2014 innerhalb von Berlin an die Schaubühne am Lehniner Platz, deren Leiter Thomas Ostermeier sie seit der gemeinsamen Zeit an der Ernst-Busch-Hochschule kennt.
2014 nahm sie mit der britischen Band Manic Street Preachers das Lied Europa geht durch mich auf. Im Juni 2014 trat sie mit der Band beim Glastonbury Festival auf. Bis 2017 spielte sie außerdem in einer Nebenrolle die deutsche BND-Mitarbeiterin Astrid in der US-Spionageserie Homeland.
2016 wurde Hoss in die Wettbewerbsjury der 73. Internationalen Filmfestspiele von Venedig berufen. Ein Jahr später übernahm sie in Volker Schlöndorffs englischsprachigem Spielfilm Rückkehr nach Montauk neben Stellan Skarsgård die weibliche Hauptrolle. 2019 erhielt sie eine Einladung zur Mitgliedschaft in der Academy of Motion Picture Arts and Sciences, die den Oscar verleiht. Eine erneute Nominierung für den Europäischen Filmpreis folgte 2020 für die Titelrolle im Familiendrama Schwesterlein.
2025 stand Hoss in New York in Benedict Andrews’ Inszenierung The Cherry Orchard von Anton Tschechow auf der Bühne. Die Produktion des Donmar Warehouse Theaters war im Jahr zuvor bereits in London zu sehen.

## Privates
Hoss lebt in Berlin-Prenzlauer Berg und ist mit dem britischen Musikproduzenten Alex Silva  verheiratet.

## Soziales und politisches Engagement
Nina Hoss unterstützt die Aktion Deine Stimme gegen Armut. Sie ist zudem Terre-des-Femmes-Botschafterin und engagiert sich gegen weibliche Genitalverstümmelung; sie sagt: „Für mich ist Genitalverstümmelung Folter, eines der schlimmsten Verbrechen, die im Namen der sogenannten Ehre auf dieser Erde geschehen. Ich träume davon, dass es möglich sein wird, diese Form der Herrschaft über Frauen aufzugeben.“ In Fortführung der Arbeit ihres Vaters kämpft sie als Sonderbotschafterin des Bundesstaates Pará in Brasilien gegen die Zerstörung des Regenwaldes und für die Verbesserung der Lebensverhältnisse der dort lebenden Indios.
2004 und 2010 wurde Nina Hoss von Bündnis 90/Die Grünen in die Bundesversammlung zur Wahl des Bundespräsidenten entsandt.

## Filmografie

### Kino
- 1996: Und keiner weint mir nach (Regie: Joseph Vilsmaier)
- 1998: Liebe deine Nächste! (Regie: Detlev Buck)
- 1998: Feuerreiter (Regie: Nina Grosse)
- 1999: Der Vulkan (Regie: Ottokar Runze)
- 2002: Nackt (Regie: Doris Dörrie)
- 2002: Epsteins Nacht (Regie: Urs Egger)
- 2005: Die weiße Massai (Regie: Hermine Huntgeburth)
- 2006: Hannah (Regie: Erica von Moeller)
- 2006: Elementarteilchen (Regie: Oskar Roehler)
- 2007: Yella (Regie: Christian Petzold)
- 2007: Das Herz ist ein dunkler Wald (Regie: Nicolette Krebitz)
- 2008: Die Frau des Anarchisten (Regie: Marie Noëlle und Peter Sehr)
- 2008: Anonyma – Eine Frau in Berlin (Regie: Max Färberböck)
- 2009: Jerichow (Regie: Christian Petzold)
- 2010: Wir sind die Nacht (Regie: Dennis Gansel)
- 2011: Fenster zum Sommer (Regie: Hendrik Handloegten)
- 2012: Barbara (Regie: Christian Petzold)
- 2013: Gold (Regie: Thomas Arslan)
- 2014: A Most Wanted Man (Regie: Anton Corbijn)
- 2014: Phoenix (Regie: Christian Petzold)
- 2016: Geschichte einer Liebe – Freya (Regie: Antje Starost)
- 2017: Rückkehr nach Montauk (Return to Montauk, Regie: Volker Schlöndorff)
- 2019: Pelikanblut (Regie: Katrin Gebbe)
- 2019: Das Vorspiel (Regie: Ina Weisse)
- 2020: Schwesterlein (Regie: Stéphanie Chuat, Véronique Reymond)
- 2022: The Contractor  (Regie: Tarik Saleh)
- 2022: Tár (Regie: Todd Field)
- 2023: Erwarte nicht zu viel vom Ende der Welt (Regie: Radu Jude)
- 2024: Tandem – In welcher Sprache träumst Du? (Langue Étrangère, Regie: Claire Burger)
- 2025: Zikaden

### Fernsehen
- 1996: Das Mädchen Rosemarie (Regie: Bernd Eichinger)
- 2000: Die Geiseln von Costa Rica (Regie: Uwe Janson)
- 2002: Toter Mann (Regie: Christian Petzold)
- 2003: Wolfsburg (Regie: Christian Petzold)
- 2004: Bloch – Schwestern (Fernsehreihe, Regie: Edward Berger)
- 2014–2017: Homeland (Fernsehserie, 12 Episoden)
- 2019: Criminal: Deutschland (Fernsehserie, Folge 3 Claudia, Regie: Oliver Hirschbiegel)
- 2020: Schatten der Mörder – Shadowplay (Fernsehserie)
- 2022: Tom Clancy’s Jack Ryan (Fernsehserie)

### Filmporträts
- 2003: Abgeschminkt: Nina Hoss beobachtet von Johanna Schickentanz. (15 Min.)
- 2009: Mein Leben – Nina Hoss. (Regie: Lilly Engel, 43 Min.)

## Theater
- 1989: Ich lieb' dich, ich lieb' dich nicht, Theater im Westen, Stuttgart
- 1991: Häuptling Abendwind, Theater im Westen, Stuttgart
- 1997: Happy End, Hochschule für Schauspielkunst „Ernst Busch“ Berlin
- 1997: Black Rider, Landesbühne Esslingen
- 1997: Drei große Frauen, Landesbühne Esslingen
- 1998: Torquato Tasso, Deutsches Theater Berlin
- 1999: Der Mann, der noch keiner Frau Blöße entdeckte, Deutsches Theater Berlin
- 1999: Minna von Barnhelm, Deutsches Theater Berlin
- 1999: Der blaue Vogel, Deutsches Theater Berlin
- 2000: Don Karlos, Deutsches Theater Berlin
- 2000: Verratenes Volk, Deutsches Theater Berlin
- 2001: Emilia Galotti, Deutsches Theater Berlin
- 2001: Zigarren, Berliner Ensemble
- 2002: Unerwartete Rückkehr, Berliner Ensemble / Schauspielhaus Bochum
- 2003: Einsame Menschen, Deutsches Theater Berlin
- 2003: Leonce und Lena, Berliner Ensemble
- 2005: Faust II, Deutsches Theater Berlin
- 2005: Jedermann, Salzburger Festspiele
- 2005: Minna von Barnhelm, Deutsches Theater Berlin
- 2006: Medea, Deutsches Theater Berlin
- 2007: Die Fledermaus, Deutsches Theater Berlin[20]
- 2008: Groß und klein, Deutsches Theater Berlin
- 2008: Die Präsidentinnen, Deutsches Theater Berlin
- 2009: Der einsame Weg, Deutsches Theater Berlin
- 2009: Öl (Lukas Bärfuss), Deutsches Theater Berlin
- 2010: Was ihr wollt, Schauspielhaus Zürich
- 2010: Kinder der Sonne, Deutsches Theater Berlin
- 2011: Tape, Deutsches Theater Berlin
- 2012: Der Kirschgarten, Deutsches Theater Berlin
- 2013: Hedda Gabler, Deutsches Theater Berlin
- 2014: Die kleinen Füchse – The little foxes, Schaubühne am Lehniner Platz, Berlin
- 2015: Bella Figura (Yasmina Reza), Schaubühne am Lehniner Platz
- 2017: Rückkehr nach Reims, Schaubühne am Lehniner Platz
- 2024: The Cherry Orchard, Donmar Warehouse, London
- 2025: The Cherry Orchard, St. Ann's Warehouse, New York

## Hörbücher
gelesen von Nina Hoss:
- Tad Williams: Otherland. der Hörverlag, München 2004, ISBN 978-3-86717-131-1.
- Friedrich Schlegel: Lucinde. herzrasen, Berlin 2005, ISBN 978-3-86604-191-2.
- Irène Némirovsky: Der Ball. Random House Audio, Brigitte Hörbuch-Edition 2006, ISBN 3-86604-191-8.
- Marguerite Duras: Der Liebhaber. der Hörverlag, München 2006, ISBN 978-3-89940-755-6.
- Hans Christian Andersen: Die kleine Seejungfrau. Esslinger Verlag J. F. Schreiber 2008, ISBN 978-3-480-22370-1.
- Dara Horn: Die kommende Welt. Der Audio Verlag, Berlin 2009, ISBN 978-3-89813-842-0.
- Henry D. Thoreau: Über die Pflicht zum Ungehorsam gegen den Staat. Civil Disobedience. – Hörbuch Hamburg 2012, ISBN 978-3-89903-390-8
- Tania Blixen: Jenseits von Afrika. der Hörverlag, München 2015, ISBN 978-3-8445-1367-7
- Harper Lee: Gehe hin, stelle einen Wächter. der Hörverlag, München 2015, ISBN 978-3-8445-1980-8
- Sylvia Plath: Die Glasglocke. Der Audio Verlag, Berlin 2020, ISBN 978-3-7424-1674-2

## Auszeichnungen
- 1997: DIVA-Award (Deutscher Videopreis)
- 1997: Goldene Kamera 1996 (Lilli-Palmer-Gedächtniskamera) als beste Nachwuchsschauspielerin
- 1999: World-Film-Festival-Preis als beste Darstellerin für ihre Rolle in Der Vulkan
- 2000: Deutscher Shooting Star des europäischen Films
- 2003: Adolf-Grimme-Preis, Darstellung (Fiktion & Unterhaltung) in Toter Mann (zusammen mit Christian Petzold, Hans Fromm und Sven Pippig)
- 2005: Adolf-Grimme-Preis mit Gold, Darstellung (Fiktion & Unterhaltung) in Wolfsburg (zusammen mit Benno Fürmann und Christian Petzold)
- 2006: 27. Bayerischer Filmpreis 2005, Darstellerpreis weiblich für ihre Rolle in Die weiße Massai
- 2006: Berliner Bär (B.Z.-Kulturpreis)
- 2007: 21. Gertrud-Eysoldt-Ring 2006 für ihre Titelrolle in Medea am Deutschen Theater Berlin
- 2007: Silberner Bär für ihre Hauptrolle in Yella
- 2008: DIVA-Award – Schauspielerin des Jahres
- 2008: Deutscher Filmpreis für ihre Hauptrolle in Yella
- 2008: Jupiter in der Kategorie: Beste deutsche Darstellerin (Yella)
- 2008: Preis für Schauspielkunst beim Festival des deutschen Films mit Devid Striesow
- 2009: 11. Bremer Filmpreis
- 2009: Verdienstmedaille des Landes Baden-Württemberg
- 2010: Verdienstorden des Landes Berlin
- 2012: Stern auf dem Boulevard der Stars in Berlin
- 2012: Preis der DEFA-Stiftung zur Förderung der deutschen Filmkunst
- 2013: Verdienstkreuz am Bande der Bundesrepublik Deutschland
- 2017: Schauspielpreis Die Europa des Internationalen Filmfestivals Braunschweig
- 2019: Silberne Muschel als Beste Schauspielerin beim Festival Internacional de Cine de San Sebastián für Das Vorspiel[21]
- 2019: Douglas-Sirk-Preis[22]
- 2020: Hannelore-Elsner-Preis[23]
- 2020: Günter-Rohrbach-Filmpreis – Darstellerpreis für Pelikanblut[24]
- 2022: International Actors Award beim Film Festival Cologne